# Plastic Bertrand
Pour les articles homonymes, voir Jouret et Bertrand.
 (février 2021).
Roger Jouret dit Plastic Bertrand, né le 24 février 1954 à Bruxelles, est un chanteur, musicien, auteur-compositeur, producteur, éditeur et présentateur de télévision belge, surtout connu pour le titre Ça plane pour moi, une chanson variété punk de 1977.

## Biographie

### Enfance et début
Plastic Bertrand est né à Bruxelles, d'un père français et d'une mère ukrainienne qui se sont rencontrés dans un camp de concentration ,. Depuis son enfance, il est passionné de musique et de chant. Il reçoit une batterie à l'âge de huit ans. À neuf ans, il crée son premier groupe où il est chanteur et batteur. Plus tard, son groupe, Passing the time, est engagé par Radio Veronica (une radio néerlandaise) pour sa première tournée.
Pendant ce temps, il poursuit ses études à l'académie de musique où il étudie le solfège et la percussion. Il obtient son diplôme à l'Athénée Adolphe Max de Bruxelles et en attendant son admission au Conservatoire royal de musique de Bruxelles, il passe un an à l'Institut design de Saint-Luc à Bruxelles.
En 1973, il entre au Conservatoire pour étudier le solfège, les percussions et l’histoire de la musique. Influencé par le mouvement punk, il crée en 1973 le groupe Hubble Bubble. Il partage son temps entre ses études au Conservatoire, les répétitions et les concerts avec son groupe, et travaille comme régisseur au Théâtre Royal des Galeries. En 1975, Hubble Bubble sort son premier album homonyme. Plastic est crédité comme auteur-compositeur, chanteur et batteur sous le nom de « Roger Junior ». Malheureusement, le bassiste du groupe meurt dans un accident au retour d'une répétition et le groupe se dissout.

### Carrière
En 1977, Bert Bertrand, un journaliste rock belge qui incarnait le microcosme belge du punk, durant la seconde moitié des années 1970, met au défi son ami producteur Lou Deprijck d'enregistrer la première chanson punk francophone. Le lendemain, la maquette du titre Ça plane pour moi, dont il est compositeur-interprète, est enregistrée. Le titre de la chanson écrite par le parolier Yvan Lacomblez s'inspire de la chanson Tu me fais planer de Michel Delpech.
Lou Deprijck réalise qu'il n'a pas le style punk et propose un contrat à Roger Jouret qui commence sa carrière solo. Deprijck lui trouve le nom « Plastic Bertrand » qui fait référence aux vêtements de plastique dont s'habillent alors les punks et à son ami Bert Bertrand qui lui a donné l'idée de cette chanson. Le titre sera adapté en anglais sous le titre Jet Boy, Jet Girl par Elton Motello (alias Alan Ward).
En 2010, après une procédure menée par la société AMC, propriétaire des bandes originales, un rapport judiciaire basé sur un réenregistrement de la chanson conclut que le véritable interprète serait Lou Deprijck, ce qui n'affecte pas le statut d'interprète légal qui reste attribué à Plastic Bertrand. La séquence suscite la polémique à l'époque, Plastic Bertrand reconnaissant au journal Le Soir ne pas être le véritable interprète,, avant de revenir sur ses propos.
La chanson connaît un succès international. Dès 1977, Plastic Bertrand se produit en Europe, au Japon, en Australie et en Amérique du Nord, devenant l'un des rares artistes de langue française à apparaître dans le classement du Billboard américain. Durant cette période, il présente également Jackpot sur TF1, Destination Noël sur TF1, Due Per Tutti sur Rai 2 ou encore le Tic-Tac Show puis Supercool à la RTBF.
Entre 1977 et 1984, Plastic Bertrand enregistre cinq albums studio. Entre 1982 et 1985, il vit à Milan, où il devient la vedette d'un roman-photo. Ensuite, il écrit et enregistre avec Daniel Balavoine et Anni-Frid Lyngstad du groupe suédois ABBA, le conte musical pour enfants Abbacadabra. Au début des années 1980, il apparaît également au cinéma dans Légitime Violence et collabore avec Vladimir Cosma sur plusieurs musiques de films, dont Astérix et la Surprise de César. En 1987, il représente le Luxembourg au concours de l'Eurovision, où il interprète Amour, amour, chanson qui n'obtiendra qu'une 21e place sur 22. En 1988, il signe un album très dance, au son new beat, dont est extrait le titre Slave to the Beat.

#### Années 1990
Pendant les années 1990, il explore d'autres facettes de la musique, comme la production et l’édition. Il enregistre l'album Suite Diagonale en 1994 avec des signatures comme Jacques Lanzmann et Marc Lavoine. Formant la société MMD avec Pierrette Broodthaers, il produit deux albums de David Janssen, le single Voyageur solitaire de Christophe Lorient, un album de musique contemporaine turque pour clavecin et orgue avec Leyla Pınar (en), un album de musique traditionnelle des Balkans avec le chœur Kazansky et un single pour le célèbre « entarteur » belge, Noël Godin (Chantilly, c’est parti).
En marge de sa carrière musicale, Plastic Bertrand continue d’apparaître dans de nombreux shows télévisés en Europe, tels Eurotrash sur Channel 4 et le talk show Clarkson sur BBC Two, et présente aussi l'émission bimensuelle Duel pour deux saisons à la RTBF. Il ouvre une galerie d’art contemporain à Bruxelles, la Broodthaers & Bertrand Art Gallery. Dans le même temps, le Musée d'Art Contemporain de Valenciennes et l’artiste belge Jacques Charlier lui rendent hommage en exposant cent vingt sérigraphies de son portrait à la façon d’Andy Warhol. Il joue également dans le court-métrage Baoum de Thierry Dory.

#### Années 2000
Au début des années 2000, Plastic Bertrand apparait sur l'album du groupe Get Ready. Il repart en tournée en Europe, sort en 2002 l'album Ultra terrestre, et est nommé directeur de Star Academy sur la chaîne belge RTL TVI.
En 2003, il fête ses 25 ans de carrière au Cirque Royal en présence de nombreux invités, dont les Platters. Pendant l’été, il présente une émission produite par Jean-Luc Delarue, Hit Story, sur France 3. La même année, il tourne dans Casablanca Driver, un film de Maurice Barthélemy.
En 2004, il fait son retour au Québec où il participe au festival électro Bal en blanc. Il y rencontre DJ Frigid avec qui il enregistre le duo Machine. En Belgique, il est nommé Chevalier de l’ordre de la Couronne par le roi Albert II.
En 2005, il est l’un des protagonistes de la deuxième saison de La Ferme Célébrités sur TF1. Il rapporte 60 000 € à l’association de défense des handicapés Perce-neige. La même année, il est choisi par Jean-Pierre Mocky pour jouer aux côtés de Michel Serrault dans Le Bénévole. En Belgique, il donne un concert accompagné d'un orchestre symphonique pour célébrer les 175 ans du pays. En 2006, le journaliste Olivier Monssens réalise le documentaire Plastic court toujours, diffusé sur BeTV puis sur la RTBF et France 3. Au cours de cette année, Plastic Bertrand se produit dans des festivals québécois, aux Francofolies de Spa, au Stade Roi Baudouin pour le Mémorial Van Damme, mais aussi au concert 01/10 où il se produit en duo avec le chanteur belge Daan. Les deux artistes se produisent de nouveau ensemble en novembre 2008 à l'Amerikaans Theater de Bruxelles pour une session live sur Radio Eén.
En 2007, il enregistre son neuvième album studio avec Xavier Caféïne et participe à la tournée Countdown Spectacular (en) en Australie.
En 2008, sa biographie écrite par Olivier Monssens, Ça plane… Délires et des larmes, sort aux Éditions du Rocher. En février, il enregistre un single (Ça plane pour moi/Un homme responsable) avec The BossHoss, un groupe allemand. Il participe ensuite à la tournée RTL Disco Show et sort l'album Dandy Bandit.
En 2009, il démarre le tournage d’un film pour Arte, On a kidnappé Plastic Bertrand de Chad Chenouga avec Bruno Solo et Carole Richert. Il joue ensuite au festival du Québec avec les Lost Fingers, avec qui il enregistre un titre sur leur album Rendez-vous rose. Il enregistre aussi un titre avec Alec Mansion, 4 Love, pour l'album Léopold Nord et Eux.
Fin 2009, Plastic Bertrand se produit à l'Olympia. En 2010, il repart pour le Canada, à Vancouver, pour l’ouverture des Jeux olympiques d'hiver. Le lendemain, il monte sur scène pour un DJ set qu’il termine par un duo avec le groupe Misteur Valaire. Il enregistre ensuite un EP-concept avec les Young Assassins, dans lequel il revisite les standards américains. Après une série de concerts durant l'été, il interprète dans Taratata un duo avec Philippe Katerine.

#### Années 2010

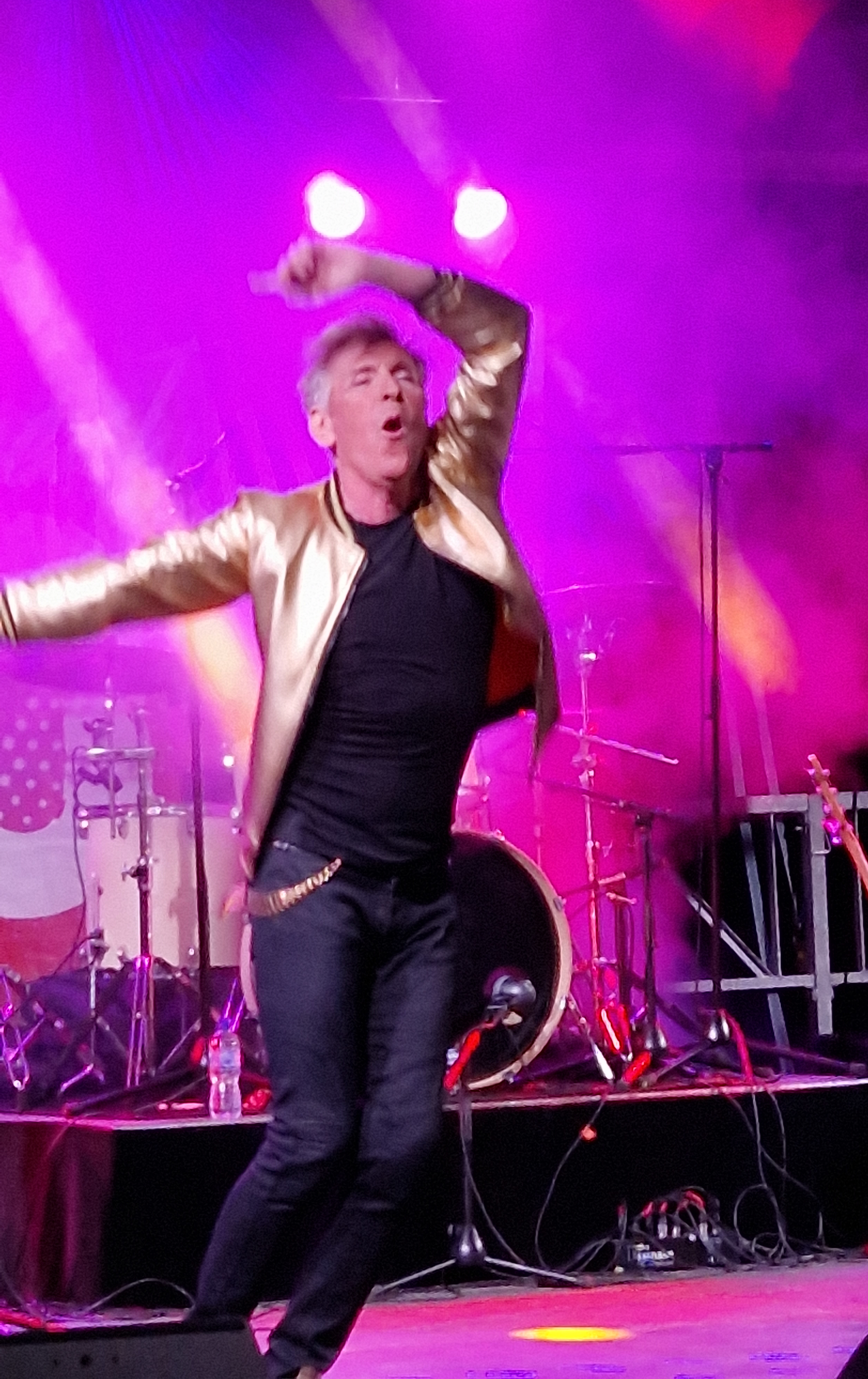
Plastic Bertrand au concert Totalement 80 en 2023.

En 2011, Plastic Bertrand défile pour l’association Objectif Ô, habillé par Kriss Van Assche pour Dior Homme.
En 2012, il chante pour les Restos du cœur belges pour la troisième année consécutive. Il enregistre le titre Notre Liberté avec des artistes comme Pascal Obispo et Amel Bent.
En 2013, il participe le 20 juillet à Bruxelles au Bal Populaire, en présence du roi Albert II et Paola mais aussi des nouveaux souverains Philippe et Mathilde. Après une tournée française en août, il part à Montréal pour tourner le show de fin d’année de Radio-Canada En direct de l'univers dans un duo avec Janette Bertrand.
Début 2014, il se joint à la croisière Âge tendre et tête de bois. Après quelques dates en été, il participe à la tournée Rendez-vous avec les Stars, puis à celle de Stars 80.
Le 29 mai 2019, Plastic Bertrand reçoit un hommage de la ville de Bruxelles qui habille le Manneken-Pis d'un costume en son honneur.

## Discographie

### Albums
- 1978 : AN1
- 1979 : J'te fais un plan
- 1980 : L'Album
- 1981 : Plastiquez vos baffles
- 1981 : Grands succès/Greatest Hits
- 1983 : Chat va...Et toi?
- 1988 : Pix
- 1994 : Suite diagonale
- 2002 : Ultraterrestre
- 2009 : Dandy Bandit
- 2020 : L'expérience humaine

### Singles
- 1975 : New Promotion
- 1977 : Ça plane pour moi
- 1978 : Le petit tortillard
- 1978 : Bambino
- 1978 : Super Cool
- 1978 : Sha La La La Lee
- 1978 : Tout petit la planète
- 1979 : Sentimentale moi
- 1979 : Le monde est merveilleux
- 1979 : Sans amour
- 1979 : Téléphone à téléphone mon bijou
- 1980 : Hula Hoop
- 1980 : « Stop ou encore »
- 1981 : Jacques Cousteau
- 1981 : La star à pécole
- 1982 : L'amour Ok
- 1982 : Ping Pong
- 1982 : Duo avec Nathalie
- 1983 : Mon nez mon nez
- 1983 : Chat
- 1983 : Major Tom
- 1983 : Gueule d'amour
- 1985 : Astérix est là
- 1986 : Je l'jure
- 1986 : Let's Slow Again
- 1987 : Amour, Amour
- 1988 : Démente a la menthe
- 1989 : Slave To The Beat
- 1990 : Sex Tabou
- 1990 : House Machine
- 1994 : Les joueurs de Tchik Tchik
- 2002 : Play Boy
- 2003 : Plasticubration
- 2005 : Machine/Remixes avec Dj Frigid
- 2009 : 4 Love avec Alec Mansion
- 2012 : Notre liberté pour les Restos du cœur belges

## Filmographie

### Longs métrages
- 1982 : Légitime Violence de Serge Leroy : lui-même
- 1985 : Astérix et la Surprise de César de Gaëtan et Paul Brizzi, il y interprète la chanson Astérix est là ou Le Secret du Druide
- 1996 : Baoum, court-métrage de Thierry Dory
- 2004 : Casablanca Driver de Maurice Barthélemy : la pop star
- 2007 : Le Bénévole de Jean-Pierre Mocky : un archevêque
- 2009 : J'ai kidnappé Plastic Bertrand, court-métrage de Chad Chenouga

### Téléfilms
- 1983 : Abbacadabra d'Alain et Daniel Boublil.
- 1998 : Ivre mort pour la Patrie de Vincent Hachet.
- 1999 : Si j'avais dix trous de cul de Noël Godin.

### Séries
- 2001 : Un gars une fille : lui-même (Au marchand de disques)

### Émissions
- 1979-1980 : Tic-Tac Show : animateur avec Michel Lemaire
- Jackpot : présentateur

- Due per Tutti : présentateur
- 1982-1986 : Destination Noël : présentateur
- 1983-1984 : Supercool : présentateur et producteur
- 1999-2000 : Duel : présentateur
- 2002 : Star Academy belge : directeur-présentateur
- 2003 : Hit Story : présentateur
- 2005 : La Ferme Célébrités 2 : participant
- 2006 : Plastic Bertrand court toujours : reportage biographique d’Olivier Monssens
- 2011 : Un dîner presque parfait : participant

### Documentation
- Plastic Bertrand dans HEP TAXI